# Sommer-Paralympics 2012/Teilnehmer (Kasachstan)
| stlisierte Goldmedaille | stlisierte Silbermedaille | stlisierte Bronzemedaille |
| ----------------------- | ------------------------- | ------------------------- |
| —                       | —                         | —                         |

Kasachstan entsandte zu den Paralympischen Sommerspielen 2012 in London sieben Sportler – drei Frauen und vier Männer.

## Teilnehmer nach Sportart

### Leichtathletik
| Athleten           | Wettbewerb       | Vorlauf / Vorkampf | Vorlauf / Vorkampf | Halbfinale   | Halbfinale | Finale       | Finale | Rang |
| Athleten           | Wettbewerb       | Zeit / Weite       | Rang               | Zeit / Weite | Rang       | Zeit / Weite | Rang   | Rang |
| ------------------ | ---------------- | ------------------ | ------------------ | ------------ | ---------- | ------------ | ------ | ---- |
| Frauen             |                  |                    |                    |              |            |              |        |      |
| Ainur Baiduldayeva | 100 m – T36      | 35,95 s            | 5                  | –            | –          |              |        |      |
| Ainur Baiduldayeva | 200 m – T36      |                    |                    | –            | –          |              |        |      |
| Männer             |                  |                    |                    |              |            |              |        |      |
| Sergey Kharlamov   | Weitsprung – F36 |                    |                    | –            | –          | 4,68 m       | 8      | 8    |
| Islam Salimov      | Weitsprung – T13 | 5,64 m             | 12                 | –            | –          |              |        |      |
| Sergey Kharlamov   | 100 m – T36      | 13,92 s            | 6                  | –            | –          |              |        |      |
| Islam Salimov      | 400 m – T13      | 54,14 s            | 6                  | –            | –          |              |        |      |

### Powerlifting (Bankdrücken)

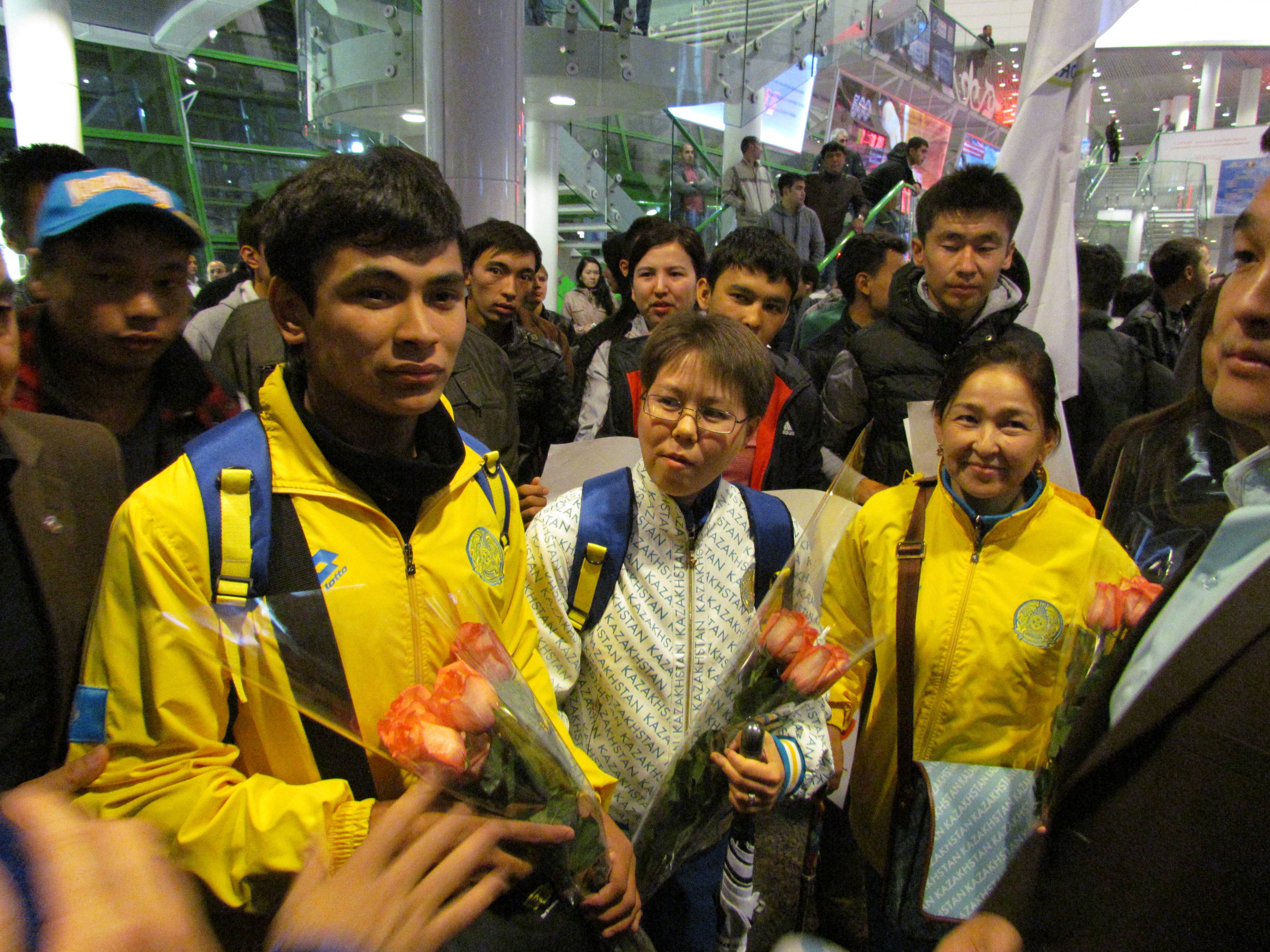
Ganz in Gelb:
Aibek Abzhan links und Kabira Askarova rechts

| Athleten        | Wettbewerb       | Gewicht/Result | Rang |
| Frauen          |                  |                |      |
| Kabira Askarova | Klasse bis 44 kg | 65             | 7    |
| Männer          |                  |                |      |
| Aibek Abzhan    | Klasse bis 60 kg | 120            | 9    |

### Schwimmen
| Athleten            | Wettbewerb                | Vorlauf     | Vorlauf | Finale | Finale | Rang |
| Athleten            | Wettbewerb                | Zeit        | Rang    | Zeit   | Rang   | Rang |
| ------------------- | ------------------------- | ----------- | ------- | ------ | ------ | ---- |
| Frauen              |                           |             |         |        |        |      |
| Zulfiya Gabidullina | 50 m Freistil (S3)        | 1:10,12 min | 6       |        |        |      |
| Männer              |                           |             |         |        |        |      |
| Anuar Akhmetov      | 50 m Freistil (S12)       |             |         |        |        |      |
| Anuar Akhmetov      | 100 m Schmetterling (S12) | 1:15,89 min | 8       |        |        |      |
| Anuar Akhmetov      | 100 m Brust (SB12)        |             |         |        |        |      |
| Anuar Akhmetov      | 100 m Rücken (S12)        | 1:13,43 min | 6       |        |        |      |